# آيت وريغ (كماسة)
آيت وريغ هو دُوَّار يقع بجماعة كماسة، إقليم شيشاوة، جهة مراكش آسفي في المملكة المغربية. ينتمي الدوّار لمشيخة كماسة التي تضم 15 دوار. يقدر عدد سكانه بـ 266 نسمة حسب الإحصاء الرسمي للسكان والسكنى لسنة 2004.

## وصلات خارجية
- البوابة الوطنية للجماعات الترابية
- المندوبية السامية للتخطيط